# Società Sportiva Chieti 1969-1970
Questa voce raccoglie le informazioni riguardanti la Società Sportiva Chieti nelle competizioni ufficiali della stagione 1969-1970.

## Rosa
| N. |                   | Ruolo | Calciatore          |
| -- | ----------------- | ----- | ------------------- |
|    | Italia (bandiera) |       | Bacchi              |
|    | Italia (bandiera) | P     | Alfredo Bedendo     |
|    | Italia (bandiera) | A     | Stanislao Bozzi     |
|    | Italia (bandiera) | C     | Romeo Campagnola    |
|    | Italia (bandiera) | A     | Antonio Cassin      |
|    | Italia (bandiera) | C     | Giuliano Ciravegna  |
|    | Italia (bandiera) | C     | Ernesto D'Adda      |
|    | Italia (bandiera) | D     | Arturo De Petri     |
|    | Italia (bandiera) | D     | Belardino Fracassi  |
|    | Italia (bandiera) |       | Gazzaniga           |
|    | Italia (bandiera) | D     | Sergio Giampietro   |
|    | Italia (bandiera) | C     | Riccardo Giovanardi |
|    | Italia (bandiera) | C     | Rolando Gramoglia   |

| N. |                   | Ruolo | Calciatore          |
| -- | ----------------- | ----- | ------------------- |
|    | Italia (bandiera) | A     | Aldo Gravante       |
|    | Italia (bandiera) | C     | Antonio Lancioni    |
|    | Italia (bandiera) | C     | Raffaele Lippo      |
|    | Italia (bandiera) |       | Marcello            |
|    | Italia (bandiera) | A     | Roberto Palma       |
|    | Italia (bandiera) | A     | Costantino Paradiso |
|    | Italia (bandiera) | C     | Romolo Pellegrini   |
|    | Italia (bandiera) | P     | Gian Mario Rama     |
|    | Italia (bandiera) | A     | Mario Scarpa        |
|    | Italia (bandiera) |       | Sigismondi          |
|    | Italia (bandiera) | C     | Paolo Tarquini      |
|    | Italia (bandiera) | C     | Piero Zini          |